# 427. pehotni polk (Wehrmacht)
427. pehotni polk (izvirno nemško Infanterie-Regiment 427) je bil eden izmed pehotnih polkov v sestavi redne nemške kopenske vojske med drugo svetovno vojno.

## Zgodovina
Polk je bil ustanovljen 22. oktobra 1940 kot polk 11. vala na področju Hanaua z reorganizacijo delov 36. in 57. pehotnega polka; polk je bil dodeljen 129. pehotni diviziji.
1942 je bil uničen I. bataljon, ki ga je nadomestil II. bataljon 329. pehotnega polka.
15. oktobra 1942 je bil polk preimenovan v 427. grenadirski polk.